# Sarankulma
Sarankulma est un quartier  de Tampere en Finlande,.

## Présentation
Sarankulma est bordé au nord par Härmälä, à l'est par Peltolammi et à l'ouest par Pirkkala.
Sarankulma abrite des activités industrielles.
La réserve naturelle de Pärrinkoski est située à la limite sud de Sarankulma.